# Monika Fašungová
Monika Fašungová (* 9. April 1988 in Bratislava) ist eine slowakische Badmintonspielerin. 

## Karriere
Monika Fašungová wurde 2009 erstmals nationale Titelträgerin im Dameneinzel in der Slowakei. Weitere Titelgewinne folgten 2001 und 2012. 2009 und 2010 gewann sie insgesamt fünf Titel bei den Mongolia International. 2012 qualifizierte sie sich für Olympia.

## Sportliche Erfolge
| Saison | Veranstaltung                   | Disziplin   | Platz | Name             |
| ------ | ------------------------------- | ----------- | ----- | ---------------- |
| 2009   | Slowakei: Einzelmeisterschaften | Dameneinzel | 1     | Monika Fašungová |
| 2009   | Mongolia International          | Dameneinzel | 1     | Monika Fašungová |
| 2010   | Mongolia International          | Dameneinzel | 1     | Monika Fašungová |
| 2011   | Slowakei: Einzelmeisterschaften | Dameneinzel | 1     | Monika Fašungová |
| 2011   | Slowakei: Einzelmeisterschaften | Dameneinzel | 1     | Monika Fašungová |
| 2011   | Mexico International            | Dameneinzel | 2     | Monika Fašungová |